# Berufsprestige
Das Berufsprestige nennt man das Sozialprestige, das ein bestimmter Beruf oder eine Berufsgruppe in einer Gesellschaft genießt. Maßgebliche Einflussgrößen für das Berufsprestige sind die erforderliche Ausbildung, das Einkommen, das Maß an Eigenverantwortung, das Maß an Entscheidungs- und Kontrollbefugnis und die Erwartung der Gesellschaft über das außerberufliche Verhalten des Berufsträgers.

## Ermittlung des Berufsprestiges
Mit der Frage „Könnten Sie bitte die fünf davon heraussuchen, die Sie am meisten schätzen, vor denen Sie am meisten Achtung haben?“ werden seit Jahren von einem deutschen Umfrageinstitut, dem Institut für Demoskopie Allensbach, ca. 1.500 bis 2.000 Deutsche ab 16 Jahren nach ihrem Respekt vor bestimmten Berufsgruppen (zurzeit 17) gefragt. Dabei ergeben sich außer einer Rangskala im Laufe der Jahre auch Verschiebungen. Dazu wird den Befragten eine Liste mit bekannten Berufen vom Arzt über Offizier und Rechtsanwalt bis zum Gewerkschaftsführer vorgelegt. Die Publikation des Rankings erfolgt jeweils im Vergleich zur vorhergehenden Umfrage. Die Aussage rangiert inzwischen unter der Überschrift „Berufsprestige“ in der Presse und den Medien. Da die Liste nach unten offen ist (Berufe können aus der Umfrage herausfallen), könnte das Ergebnis eigentlich nur als positive Liste des Berufsansehens interpretiert werden.
Zur Methodik dieser Befragung gehört angemerkt, dass nicht alle Berufe genannt werden, sondern nur eine kleine Auswahl, ebenso, dass die Befragung qualitativ methodisch in Frage gestellt werden kann: Wer das abendländische bzw. mitteleuropäische Wertesystem verinnerlicht hat, kreuzt mit großer Wahrscheinlichkeit den Arzt, den Pfarrer, den Lehrer und den Professor an – dann bleibt bei fünf auszuwählenden Berufen noch eine Stimme für die anderen Berufe. Eine völlig andere Rangfolge würde sich vermutlich ergeben bei einer Bewertung mit Schulnoten oder analog zum Image der Politiker bei den Umfragen im SPIEGEL (mit Werten von +5 bis −5). Jedoch liegen keine anderen vergleichbaren Umfragen vor.
Subjektiv ist bei der Umfrage nicht nur die Auswahl der Berufe, auch die Bezeichnungen werden gelegentlich geändert, um die Ergebnisse zu beeinflussen, z. B. wurde im Zusammenhang mit der Diskussion über die Managergehälter „Manager“ durch „Direktor in großer Firma“ ersetzt – und in der Umfrage von 2013 steht nur noch der „Unternehmer“ auf der Liste, der in den Medien weniger kritisiert wird als der Manager.

## Berufe des öffentlichen Dienstes
Nach der Forsa-Studie „Bürgerbefragung öffentlicher Dienst 2013“ genießen in Deutschland folgende Berufe des öffentlichen Dienstes in absteigender Reihenfolge das höchste Ansehen. Dargestellt ist der Anteil an Befragten, die ein sehr hohes oder hohes Ansehen von der jeweiligen Berufsgruppe haben.
- Feuerwehrmänner 94 %,
- Alten- oder Krankenpfleger 89 %,
- Ärzte 88 %,
- Polizisten 83 %,
- Kita-/Kindergartenmitarbeiter 84 %.

Die forsa-Erhebung vom Mai 2024 zeigt ein wenig verändertes Bild.
- Feuerwehrmänner 94 %,
- Krankenpfleger 90 %,
- Ärzte 86 %,
- Altenpfleger 86 %,
- Polizisten 81 %,
- Kita-/Kindergartenmitarbeiter 78 %.

## Entwicklungen im Zeitverlauf
Das Prestige etwa der Berufe Professor und Priester war in der Öffentlichkeit seit alters sehr hoch, auch das der Ärzte (jedoch nicht der Wund- und Zahnärzte). Auch das abgestufte Prestige von Handwerkern und Kaufleuten war in der Ständegesellschaft recht stabil. Mit den zahlreichen neuen Berufen und deren Differenzierung seit der Industrialisierung änderte sich dies jedoch immer mehr, neue Berufsbilder gewannen an Prestige, ältere verloren oder gerieten in Vergessenheit. Auch kam es unter Teilöffentlichkeiten zu je speziellen, anderswo unbekannten Prestigeausformungen kommen, etwa in besonderen Branchen oder Professionen.
„Politiker“ sind im Laufe der Jahre vom Mittelfeld der kurzen Liste an ihr unteres Ende gewandert. Zu den relativen Prestigeverlierern gehört der Beruf des Rechtsanwaltes. Das Ansehen dieses Berufs sank nach der Umfrage innerhalb von zehn Jahren von 37 Prozent auf 27 Prozent. Noch stärker sank die Außenwahrnehmung der Berufspolitiker von Anfang der 1970er Jahre mit 27 Prozent bei Westdeutschen auf heute 6 Prozent in Westdeutschland und 7 Prozent in Ostdeutschland.